# Azula
Prinsesse Azula er en fiktiv person i Nickelodeon-tegneserien Avatar: Den sidste luftbetvinger. Azula er en talentfuld Ildbetvinger og kronprinsesse i Ildlandet. Hun er i begyndelsen opsat på at finde sin eksilerede bror, Prins Zuko, og føre ham til deres far, Fire Lord Ozai. Med på sin færd har hun sine to nære venner Mai og Ty Lee.